# Довгалевка (Винницкая область)
Довгале́вка (укр. Довгалі́вка) — село на Украине, находится в Погребищенском районе Винницкой области.
Код КОАТУУ — 0523482001. Население по переписи 2001 года составляет 711 человек. Почтовый индекс — 22236. Телефонный код — 4346.
Занимает площадь 0,258 км².

## Адрес местного совета
22236, Винницкая область, Погребищенский р-н, с. Довгалевка, Школьная, 10

## Галерея
- Школа в селе
- Памятник жертвам Голодомора
- Памятник жителям села, погибшим в ВОВ